# Aeshna persephone
Aeshna persephone är en trollsländeart som beskrevs av Donnelly 1961. Aeshna persephone ingår i släktet mosaiktrollsländor, och familjen mosaiktrollsländor. IUCN kategoriserar arten globalt som livskraftig. Inga underarter finns listade i Catalogue of Life.